# Deep Silent Complete
"Deep Silent Complete" je pjesma finskog simfonijskog metal Nightwish i ujedno jedini singl s albuma Wishmaster koji je izašao iz izdavačke kuće Spinefarm. Naslov pjesme sadrži stihove Williama Shakespearea.